# Matt Higgins
Matt Higgins (* 29. Oktober 1977 in Calgary, Alberta) ist ein ehemaliger kanadischer Eishockeyspieler, der unter anderem 57 Spiele für die Canadiens de Montréal in der National Hockey League (NHL) sowie insgesamt sechs Saisons für die Iserlohn Roosters und den ERC Ingolstadt in der Deutschen Eishockey Liga (DEL) absolvierte.

## Karriere
Die Juniorenkarriere von Matt Higgins begann 1993 bei den Moose Jaw Warriors in der Western Hockey League. Danach wurde der Center beim NHL Entry Draft 1996 in der ersten Runde von den Canadiens de Montréal ausgewählt, die ihn zunächst zu ihrem Farmteam, den Fredericton Canadiens, in die American Hockey League schickten. Von 1997 bis zur Saison 2000/01 hatte Higgins schließlich auch 57-mal die Chance, in der NHL für die Canadiens aufzulaufen.
Zur Saison 2003/04 wurde der Linksschütze von den Iserlohn Roosters aus der Deutschen Eishockey Liga verpflichtet. Aufgrund dreier Verletzungen konnte der Kanadier in der Saison 2004/05 nur 25 Spiele absolvieren, in denen er immerhin 23 Scorerpunkte sammelte. Als die Ärzte im Sommer die komplette Verheilung feststellten, verlängerten die Sauerländer den Vertrag. Nach einer Schwächephase zu Beginn der Spielzeit 2005/06 gehörte Higgins seit etwa der Mitte der Saison wieder zu einem der wichtigsten Stürmer des Clubs. Im November 2005 nahm er für Team Canada am Deutschland Cup teil. Nach drei Jahren am Seilersee wechselte der Kanadier zur Saison 2006/07 zum ERC Ingolstadt. 
Zur Saison 2009/10 wechselte er zum slowenischen Verein HDD Olimpija Ljubljana in die Erste Bank Eishockey Liga, wo er 2011 seine Karriere beendete.

## Erfolge und Auszeichnungen
- 2006 Teilnahme am DEL All-Star Game

## Karrierestatistik
(Legende zur Spielerstatistik: Sp oder GP = absolvierte Spiele; T oder G = erzielte Tore; V oder A = erzielte Assists; Pkt oder Pts = erzielte Scorerpunkte; SM oder PIM = erhaltene Strafminuten; +/− = Plus/Minus-Bilanz; PP = erzielte Überzahltore; SH = erzielte Unterzahltore; GW = erzielte Siegtore; 1 Play-downs/Relegation; Kursiv: Statistik nicht vollständig)